# Lance Ito
Lance Allen Ito, född 2 augusti 1950 i Los Angeles, är en amerikansk domare och jurist.
Han är mest känd för att vara domaren i mordrättegången där den före detta idrottaren och skådespelaren O.J. Simpson stod åtalad för dubbelmord på Simpsons före detta fru Nicole Brown Simpson och hennes vän Ron Goldman. De två hade blivit knivmördade den 12 juni 1994 i Brentwood i Kalifornien. Mordrättegången blev en av modern tids mest uppmärksammade rättegångar och direktsändes i amerikansk och internationell TV och följdes av miljoner människor världen över. Ito blev involverad i rättsfallet den 22 juli medan själva rättegången hölls mellan den 24 januari och den 3 oktober 1995. Under den sista dagen lämnade juryn sitt utlåtande till Ito och där Ito läste upp inför rättssalen och uppemot 150 miljoner TV-tittare att Simpson var ej skyldig till dubbelmordet.
Han avlade en kandidatexamen vid University of California, Los Angeles och en JD vid UC Berkeley School of Law. Ito är sedan 1981 gift med Peggy York, som var högt uppsatt tjänsteman inom Los Angeles Police Department (LAPD) och Los Angeles County Police (LACP). Hon arbetade fram till 2003 hos LAPD och var då biträdande polischef, den första kvinnan att inneha den positionen. Det året gick hon över till LACP och blev deras polischef, en position hon hade fram till 2008. De två hade först träffats vid en mordutredning i norra Los Angeles, han som representant för Los Angeles distriktsåklagares gängenhet och hon som mordutredare. Ito blev 1987 utnämnd till domare vid Los Angeles stadsdomstol av Kaliforniens guvernör George Deukmejian och två år senare blev han även det vid Los Angeles Countys överrätt.